# Appleton (Terre-Neuve-et-Labrador)
Pour les articles homonymes, voir Appleton.
Appleton est une ville du Nord-Est de l'île de Terre-Neuve (Terre-Neuve-et-Labrador, au Canada). Elle est dans la division No. 6, sur le lac de Gander et a été incorporée en tant que communauté le 27 février 1962.

## Géographie
La ville se trouve à 48° 59′ 08″ N, 54° 51′ 53″ O.

## Démographie
Il y avait 582 habitants en 2006.
Sur l'ensemble des ménages d'Appleton, 150 étaient des couples mariés ; 110 personnes de ces ménages vivent seuls.
| Nombre de familles  | 190      |
| Nombre de logements | 220      |
| Catholiques         | 23,5 %   |
| Protestants         | 75,7 %   |
| Surface             | 6,39 km2 |

| Tranches d'âge  | Nombre d'habitants |
| --------------- | ------------------ |
| Moins de 19 ans | 145                |
| De 20 à 24 ans  | 30                 |
| De 25 à 44 ans  | 205                |
| De 45 à 64 ans  | 155                |
| 65 ans ou plus  | 40                 |

L'âge moyen est de 38 ans.

## Compléments